# Поклон за Сању
„Поклон за Сању” је хрватски кратки филм из 2004. године. Режирао га је Срђан Шаренац који је са Иваном Јовановићем написао и сценарио.

## Улоге
| Глумац            | Улога |
| ----------------- | ----- |
| Нермин Ахметовић  |       |
| Иван Бекјарев     |       |
| Драган Бјелогрлић |       |
| Ана Виленица      |       |